# Talmaza, Ștefan Vodă
Talmaza este un sat din raionul Ștefan Vodă, Republica Moldova.

## Geografie
Este amplasat în partea de Sud-Est a Republicii Moldova, raionul Ștefan Vodă la 98 km de Chișinău. Persistă păduri de foioase (salcâm, nuc, stejar, arțari), păduri artificiale.

## Demografie

### Structura etnică
Structura etnică a localității conform recensământului populației din 2004:
| Grup etnic                                               | Populație | % Procentaj  |
| -------------------------------------------------------- | --------- | ------------ |
| Băștinași declarați Moldoveni Băștinași declarați Români | 7020 30   | 96,83% 0,41% |
| Țigani                                                   | 139       | 1,92%        |
| Ucraineni                                                | 28        | 0,39%        |
| Ruși                                                     | 21        | 0,29%        |
| Bulgari                                                  | 4         | 0,06%        |
| Alții                                                    | 8         | 0,11%        |
| Total                                                    | 7250      |              |

## Administrație și politică
Componența Consiliului local Talmaza (15 consilieri), ales la 5 noiembrie 2023, este următoarea:
|  | Partid                                       | Consilieri | Componență | Componență | Componență | Componență | Componență | Componență | Componență | Componență | Componență | Componență |
|  | -------------------------------------------- | ---------- | ---------- | ---------- | ---------- | ---------- | ---------- | ---------- | ---------- | ---------- | ---------- | ---------- |
|  | Partidul Social Democrat European            | 10         |            |            |            |            |            |            |            |            |            |            |
|  | Partidul Socialiștilor din Republica Moldova | 3          |            |            |            |            |            |            |            |            |            |            |
|  | Partidul Acțiune și Solidaritate             | 2          |            |            |            |            |            |            |            |            |            |            |

## Educație
În sat sunt 2 școlii- un gimnaziu și un liceu, denumit în cinstea consăteanului Ștefan Ciobanu. Totodată, satul mai dispune și de 3 grădinițe.

## Sănătate
În sat este activ un centru medical în frunte cu medicul șef Ivan Țîbîrnac,  de specialitate obsterician-ginecolog. Spitalul dispune de încă 2 medici de familie, un medic ecograf și 11 surori medicale.
Centrul de Sănătate este dotat cu echipament medical, instrumentar medical și mobilierul necesar, conform normelor de dotare a asistenței medicale primare. Dotarea Centrului a costat circa 111 000 lei și a fost asigurată cu suportul Consiliului raional Ștefan Vodă și sponsorilor.

## Atracții turistice
- moară de vânt din Secolul XIX „Moșul Tihon”
- rezervația naturală „Fazani”

## Personalități

### Născuți în Talmaza
- Ștefan Ciobanu (1883–1950), istoric și academician român
- Ghenadie Tulbea (n. 1979), luptător moldovean și monegasc
- Nicolai Ceban (n. 1986), luptător moldovean